# LZ 50

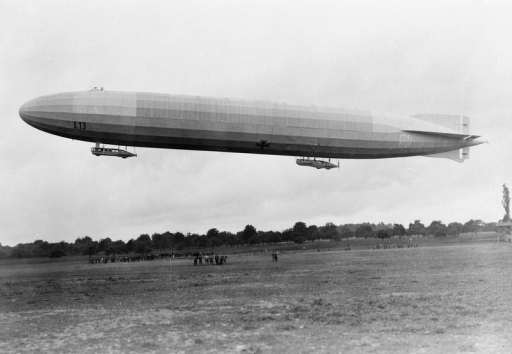
Das baugleiche Marine-Luftschiff L 13

Der Zeppelin LZ 50 war das 50. Luftschiff des Grafen Zeppelin und als L16 das sechzehnte Luftschiff der Kaiserlichen Marine. Er gehörte zur Baureihe „P“ der Zeppelin-Militärluftschiffe.

## Geschichte
L16 gilt als eines der erfolgreichsten Marine-Luftschiffe.
Es fuhr 12 Bombenangriffe auf England und 44 Aufklärungsfahrten. L16 warf 18.048 kg Bomben auf Ziele in England. Seine Hauptstandort waren Nordholz.
Zusammen mit seinen Schwesterschiffen L11, L13 und L14 waren die Schiffe dieser Klasse aus militärischer Sicht die erfolgreichsten Luftschiffe. Zusammen führten diese vier Schiffe 162 Aufklärungs- sowie 56 Angriffsfahrten durch und brachten dabei 17 % der insgesamt von Luftschiffen abgeworfenen Bomben (ca. 75 t) zum Abwurf. Insgesamt brachten es Schiffe der P-Klasse auf 38 % der Gesamttonnage im Ersten Weltkrieg. Solche Erfolge konnten nur noch die ersten beiden Schiffe der neuen  R-Klasse verbuchen.
Seinen ersten Bombeneinsatz fuhr L16 am 13. Oktober 1915. Beim Geschwaderangriff in der Nacht vom 13. auf den 14. Oktober 1915 auf London verfehlte L16 das Ziel und warf seine Bomben stattdessen auf Hertford. Weitere Ziele waren Hornsea, und Leeds. Am 7. November 1915 fielen nach einer Angriffsfahrt auf England drei Motoren aus, aber es gelang der Besatzung unter Oberleutnant z.S. Werner Peterson die Heimfahrt. Im Winter 1916 versorgte L16 die deutschen Nordseeinseln mit Lebensmitteln, da der Seeweg zu vereist war.
Vom Luftschiffhafen Hage unternahm L16 Testfahrten zur Sichtbarkeit bei Nacht. Im Gegensatz zum Heer – das zu diesem Zweck Tests mit LZ 47 durchführte – zeigte sich eine starke Sichtbarkeit bei Mondlicht, was die Gefahr durch gegnerische Luftabwehr unterstrich.

## Verbleib
Nach einer Bruchlandung in Brunsbüttel am 19. Oktober 1917 musste L16 abgewrackt werden.

## Technische Daten
- Traggasvolumen: 31.900 m³ Wasserstoff
- Länge: 163,00 m
- Durchmesser: 18,70 m
- Nutzlast: 16,2 t
- Antrieb: vier Maybach-HSLu-Motoren von je 240 PS (177 kW)[3]
- Geschwindigkeit: 26,7 m/s